# Клин (Забайкальский край)
Клин — село в западной части Александрово-Заводского района Забайкальского края России.
Население — 107 чел. (2021).

## География
Расположено на реке Клин, левом притоке Борзи, в 55 км (по автодороге через Шаранчу) к западу от Александровского Завода. До поселкового центра, села Онон-Борзя — 12 км.

## Население
| 1989 | 2002 | 2010 | 2021 |
| ---- | ---- | ---- | ---- |
| 215  | ↘169 | ↘120 | ↘107 |